# 冈国高
岡國高（おか くにたか，生年未詳 - 1577年（天正5年）10月10日？）日本戰國時代武將。松永久秀的家臣。周防守。

## 略歷
大和國岡城主，大和的土豪。永祿11年（1568年）9月，織田信長奉足利義昭上京，岡國高與松永久秀共同很早就出仕織田信長，臣從於義昭，但為信長之部屬。元龜2年（1571年）松永久秀與武田信玄內通，岡國高擔任松永及武田兩者之間的聯絡役。同年5月12日與小幡信實聯繫，5月17日直接與信玄聯繫，盡力建構久秀與信玄的協力體制（武州文書・荒尾文書）。但是信長包圍網在天正元年（1573年）4月信玄去世後遭受挫折。天正元年12月26日，久秀於多聞山城開城降伏，翌年天正2年（1574年）11月，織田信長攻陷岡城，岡國高成為松永久秀的家臣。天正5年（1577年），久秀再度背叛織田信長，岡國高也跟著背叛，10月10日松永久秀自殺後，國高也跟著死亡。